# Alan Melikdžanjan
Alan Melikdžanjan, conosciuto anche con lo pseudonimo Captain Disillusion (in russo Алан Меликджанян?; Riga, 13 aprile 1980), è un regista e youtuber lettone naturalizzato statunitense.
Filmmaker indipendente, Melikdjanian è stato attivo nella fondazione di siti di condivisione video Openfilm e Filmnet.com ed è il creatore della serie web Captain Disillusion, che si concentra sull'analisi critica degli effetti visivi e sull'editing video promuovendo al contempo il pensiero critico e lo scetticismo.

## Biografia
Melikdjanian è nato da genitori artisti circensi di origine armena e russa nell'era sovietica. Suo padre, Vilen, era un artista particolarmente noto. Ha girato l'Unione Sovietica con i suoi genitori fino all'età di 6 anni, dove ha vissuto con la nonna mentre frequentava la scuola. Durante l'estate, avrebbe ripreso a girare con i suoi genitori. In gioventù, Melikdjanian trascorreva la maggior parte del suo tempo libero cercando di copiare lo stile degli animatori Disney.
La sua famiglia si è trasferita negli Stati Uniti alla fine degli anni '80; si unì a loro due anni dopo, frequentando la William H. Turner Technical Arts High School di Miami, dove studiò produzione video e animazione 3D. Si è laureato alla Miami International University of Art & Design con un Bachelor of Fine Arts in produzione cinematografica.

### Carriera

#### FilmNet.com e Openfilm
Melikdjanian è stato il co-fondatore e direttore creativo di FilmNet.com, ed è stato il co-fondatore e direttore creativo di Openfilm. Entrambi erano intesi come alternative al popolare sito di condivisione video YouTube, ma per filmmaker amatoriali che non vogliono mettere il loro lavoro accanto alle mediocrità di YouTube. Openfilm è stato chiuso nell'agosto 2015.

#### Canale YouTubeCaptain Disillusion, 2007-presente
Il canale YouTube Captain Disillusion, la cui traduzione letterale dall'inglese è Capitano della Disillusione, ha circa 2,42 milioni di iscritti e 245 milioni di visualizzazioni (dato aggiornato a luglio 2023). Sul canale sfata, tra le altre cose, video "bufala" virali e paranormali, facendolo in modo umoristico e con una forte attenzione agli effetti visivi. Crea i suoi video utilizzando vari software a partire da Avid Media Composer seguito da Adobe After Effects, Blender (programma) e DaVinci Resolve.
Nei suoi video, Melikdjanian indossa una tuta sportiva vintage degli anni '80 e la parte inferiore del suo viso è ricoperta di vernice metallizzata.

##### Formato
Per iniziare il video, il Capitano si rivolge al pubblico. Una tipica introduzione ai suoi video è Greetings, children, Captain Disillusion here (traduzione: Salve, bambini, sono Captain Disillusion). In secondo luogo, mostra un video popolare, di solito un video paranormale o virale che è "troppo bello per essere vero" (spesso iniziando con argomenti umoristici per creare un'atmosfera spensierata, e poi usando il suo braccialetto, un regalo di James Randi... per portarlo a parlare del vero argomento). In terzo luogo, rivede il filmato, utilizzando la sua esperienza negli effetti visivi digitali, per analizzare il video e mostrare come è stato ottenuto il risultato. Gli piace anche ricreare gli effetti dei video che smaschera, incorporandoli spesso negli episodi.
Conclude ogni video con il suo motto: "Love with your heart. Use your head for everything else" (Ama con il cuore. Usa la testa per tutto il resto). I suoi video spesso si concludono con una sequenza finale umoristica, che occasionalmente si riferisce al video precedente.

##### DVD
Nel 2011, Melikdjanian ha pubblicato un DVD della sua serie Captain Disillusion, intitolata Captain Disillusion – Fame Curve Collection. Contiene i primi 16 episodi in qualità più alta di quello che permetteva YouTube quando i video originali sono stati caricati (480p invece di 240p) con commenti opzionali e funzionalità bonus aggiuntive. È debuttato al TAM9 e in seguito è stato reso disponibile per l'acquisto online.

## Filmografia

### Cinema
| Anno | Titolo          | Ruolo                                   | Note |
| ---- | --------------- | --------------------------------------- | --- |
| 2001 | The Realm       | Regista, compositore                    | Menzionato nel video "Cup Levitation & Train Track Rescue \| Quick D"                                              |
| 2001 | The Monster Man | Editor (montaggio)                      | |
| 2001 | Zelimo          | Animatore                               | Diretto da Aleks Rosenberg                                                                                         |
| 2002 | Sin neudachnika | Editor                                  | Termine russo per Figlio di un perdente                                                                            |
| 2006 | Citizen Mavzik  | Regista, scrittore, editor, compositore | DVD scritto in collaborazione con il padre Vilen. Prodotto da Vilalan Productions. Disponibile in russo e inglese. |
| 2008 | Director        | Artista di VFX (effetti visivi)         | Diretto da Aleks Rosenberg.                                                                                        |
| 2009 | Still Life      | Operatore steadicam                     | |
| 2010 | Crimefighters   | Artista di VFX, editor sonoro           | |
| 2013 | The Shift       | -                                       | Viene menzionato nei ringraziamenti                                                                                |
| 2013 | Whoops!         | Artista di VFX                          | |
| 2021 | Dynamo Dream    | Doppiatore                              | |

### Televisione
| Anno          | Titolo                        | Come                                                 | Note                                         |
| ------------- | ----------------------------- | ---------------------------------------------------- | -------------------------------------------- |
| 2007-presente | Captain Disillusion           | Captain DisillusionMr. Flare (voce) Sé stesso (Alan) |                                              |
| 2012          | MSNBC's Caught on Canera      | Sé stesso - Esperto                                  | Episodio: "Viral Videos: Do You Believe?"    |
| 2019          | Could You Survive the Movies? | Captain Disillusion                                  | Episodio: "Could You Survive Ghostbusters??" |

## Riconoscimenti
- Shorty Awards
  - 2019 - Vincitore categoria Best in Weird